# 춘희

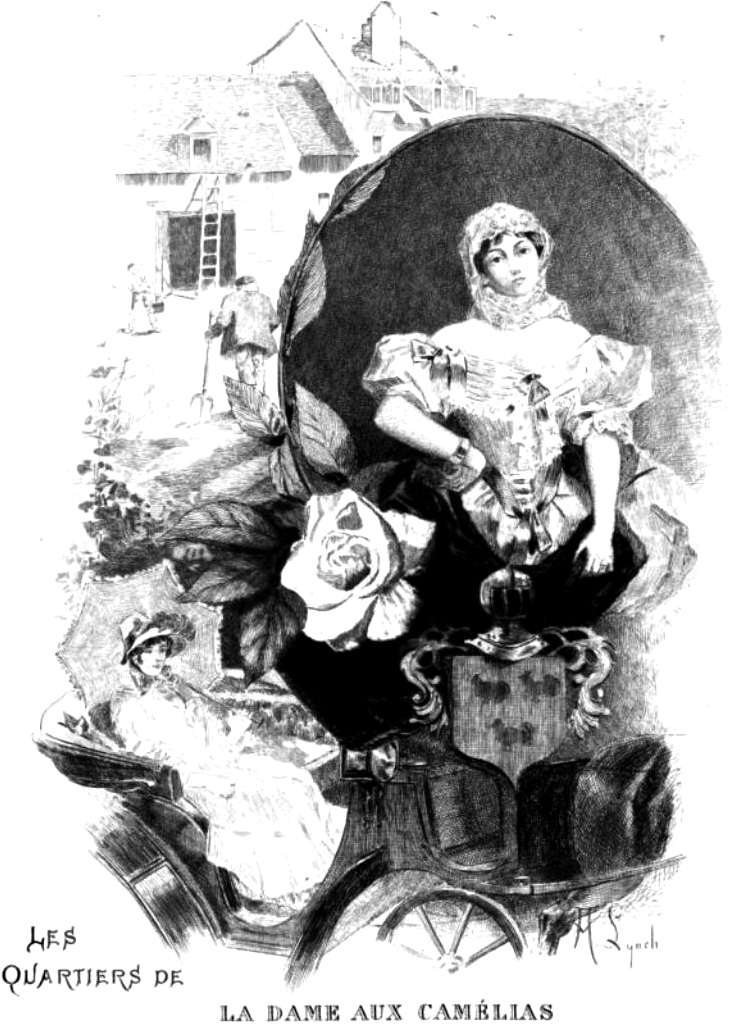

《춘희》(椿姬, La Dame aux camélias, 1848)는 뒤마 피스의 소설이다.
원제 La Dame aux camélias는 ‘동백의 여인’이라는 뜻이다. 이것이 일본에서 椿姬(つばきひめ)라는 제목으로 번역되어 한국에서도 ‘춘희’가 된 것이다. 한자 椿은 한국어에서는 참죽나무를 뜻하지만 일본어에서는 동백나무를 뜻한다.
극화되어 1853년 초연되었다. 또한 오페라 라 트라비아타로 각색되었다.

## 줄거리
서술자인 "나"는 경매를 통해 마르그리트 고티에의 유품인 소설 "마농 레스코"를 사게 된다. 책을 산 뒤 얼마 뒤 그녀의 애인이었던 아르밍 뒤망이라는 청년이 찾아와 책을 구매하고 싶다는 의사를 비친다. 그 뒤 "나" 와 뒤망은 지인 사이가 되고 뒤망은 마르그리트와 자신의 연애담을 풀어놓게 되었다.
생전 마르그리트 고티에는 "동백꽃을 들고 있는 여인"이라는 별명을 가진 파리 사교계에서 이름난 코르티잔으로 뒤망은 그녀와 사랑에 빠지게 되었다. 그는 고급 매춘부로 계속 사는 마르그리트를 안타까워했고 폐병에 걸린 마르그리트도 뒤망의 헌신에 진심으로 사랑해 매춘부 생활을 청산하고 뒤망과 동거를 하게 되었다. 그러나 행복도 잠시, 아르망의 아버지가 소문을 듣고 마르그리트를 찾아왔는데 의 편견과 달리 그녀가 문란하고 방탕한 여자는 아니라는 것을 알았지만 아들의 미래를 위해 헤어져 줄 것을 당부한다. 결국 마르그리트는 그의 부탁을 듣고 아르망이 상처받을 것을 우려해 자세한 설명을 안한 채 이별을 선포한 뒤 이전과 같은 고급 매춘부 생활로 돌아가자 실망한 아르망은 마르그리트와 일방적으로 절교를 선언한다.
결국 혼자 남은 마르그리트는 그 충격으로 폐병이 악화되어 사망한다. 아르망도 그녀의 사망 소식을 듣고 파리로 돌아왔는데 마르그리트가 죽는 순간까지 아르망을 진심으로 사랑했음을 알고 그녀를 매몰차게 대한 것을 후회하다.

## 참고 자료
- 이 문서에는 다음커뮤니케이션(현 카카오)에서 GFDL 또는 CC-SA 라이선스로 배포한 글로벌 세계대백과사전의 내용을 기초로 작성된 글이 포함되어 있습니다.